# Unione Sportiva Livorno 1952-1953
Questa voce raccoglie le informazioni riguardanti l'Unione Sportiva Livorno nelle competizioni ufficiali della stagione 1952-1953.

## Stagione
Nella stagione 1952-1953, dopo l'amara retrocessione in Serie C, a Livorno la parola d'ordine è: tornare subito in Serie B. La retrocessione brucia molto e allora per una pronta riscossa si pensa ad un tecnico navigato come Enrico Carpitelli puntando a non stravolgere la rosa, salvo la partenza del portiere Gino Merlo. La squadra labronica fa indispettire i tifosi a causa di risultati risicati. Vince o perde quasi sempre di misura, manca di un realizzatore, Giuseppe Rinaldi realizzerà 9 reti, ed in classifica si perde terreno dalle lepri del campionato, che sono la blasonata l'Alessandria, il Pavia e l'Arsenale Taranto. Neppure il cambio allenatore (Carpitelli è avvicendato da Remo Galli) giova all'undici livornese che continua a collezionare risultati modesti. Alla penultima giornata becca cinque pappine a Pavia, facendo da comparsa alla festa promozione dei lombardi. La classifica finale parla di settima posizione, un punto sotto il Parma. Pavia ed Alessandria salgono in Serie B.

## Rosa
| N. |                   | Ruolo | Calciatore         |
| -- | ----------------- | ----- | ------------------ |
|    | Italia (bandiera) | C     | Ennio Aliverti     |
|    | Italia (bandiera) | P     | Giuliano Argelassi |
|    | Italia (bandiera) | C     | Astolfo Benini     |
|    | Italia (bandiera) | A     | Vito Bernardis     |
|    | Italia (bandiera) | C     | Luigi Bertani      |
|    | Italia (bandiera) | D     | Ennio Cardoni      |
|    | Italia (bandiera) | A     | Michele Catalano   |
|    | Italia (bandiera) | P     | Sergio Chellini    |
|    | Italia (bandiera) | A     | Mario David        |
|    | Italia (bandiera) | A     | Bruno De Lazzari   |
|    | Italia (bandiera) | C     | Bruno Ghezzani     |

| N. |                      | Ruolo | Calciatore          |
| -- | -------------------- | ----- | ------------------- |
|    | Italia (bandiera)    | P     | Renato Giudici      |
|    | Italia (bandiera)    | A     | Francesco Iardella  |
|    | Italia (bandiera)    | C     | Franco Moretti      |
|    | Danimarca (bandiera) | A     | Leif Petersen       |
|    | Italia (bandiera)    | A     | Giuseppe Rinaldi    |
|    | Italia (bandiera)    | D     | Pietro Salvador     |
|    | Italia (bandiera)    | D     | Alfredo Simonti     |
|    | Italia (bandiera)    | A     | Romano Taccola      |
|    | Italia (bandiera)    | A     | Guido Tieghi        |
|    | Italia (bandiera)    | A     | Mario Torti         |
|    | Italia (bandiera)    | D     | Francesco Varicelli |

## Risultati

### Girone di andata
| Arbitro: | Matteucci (Roma) |

|                |           |  |
| Bonistalli 78’ | Marcatori |  |

| Arbitro: | Raule (Roma) |

|                              |           |             |
| Bernardis 34’, 54’ Torti 56’ | Marcatori | 86’ Gaslini |

| Parma 28 settembre 1952 3ª giornata | Parma           | 0 – 0 | Livorno | Stadio Ennio Tardini\| Arbitro: \| Moriconi (Roma) \| |
| Arbitro:                            | Moriconi (Roma) |       |         |                                                       |

| Arbitro: | Matteucci (Roma) |

|                     |           |  |
| Brignone 29’ (aut.) | Marcatori |  |

| Arbitro: | Gambarotta (Genova) |

|             |           |  |
| Rinaldi 87’ | Marcatori |  |

| Arbitro: | Liverani (Torino) |

|              |           |  |
| Ampollini 8’ | Marcatori |  |

| Arbitro: | Caputo (Molfetta) |

|             |           |  |
| Taccola 65’ | Marcatori |  |

| Arbitro: | Arpaia (Roma) |

|          |           |  |
| Buda 46’ | Marcatori |  |

| Arbitro: | Andreoni (Milano) |

|               |           |  |
| Bernardis 39’ | Marcatori |  |

| Castellammare di Stabia 23 novembre 1952 10ª giornata | Stabia          | 0 – 0 | Livorno | \| Arbitro: \| Casati (Varese) \| |
| Arbitro:                                              | Casati (Varese) |       |         |                                   |

| Arbitro: | Moriconi (Roma) |

|            |           |                          |
| Tieghi 58’ | Marcatori | 29’ Turrini 75’ Tosolini |

| Arbitro: | Alterio (Roma) |

|             |           |                           |
| Lipizer 30’ | Marcatori | 36’ Rinaldi 55’ Bernardis |

| Arbitro: | Di Gregorio (Legnano) |

|  |           |            |
|  | Marcatori | 39’ Bretti |

| Molfetta 21 dicembre 1952 14ª giornata | Molfetta        | 0 – 0 | Livorno | Stadio Paolo Poli\| Arbitro: \| Perego (Milano) \| |
| Arbitro:                               | Perego (Milano) |       |         |                                                    |

| Arbitro: | Jonni (Macerata) |

|                                              |           |                               |
| Petersen 21’ (rig.) Ghezzani 34’ Rinaldi 37’ | Marcatori | 5’, 59’ Bey 16’ (rig.) Tagnin |

| Arbitro: | De Leo (Mestre) |

|                          |           |              |
| Ghezzani 15’ Rinaldi 47’ | Marcatori | 75’ Lavarino |

| Pisa 18 gennaio 1953 17ª giornata | Pisa            | 0 – 0 | Livorno | Stadio Arena Garibaldi\| Arbitro: \| Rigato (Mestre) \| |
| Arbitro:                          | Rigato (Mestre) |       |         |                                                         |

### Girone di ritorno
| Arbitro: | Canavesio (Torino) |

|                                   |           |              |
| Bernardis 12’ Petersen 36’ (rig.) | Marcatori | 59’ Trevisan |

| Arbitro: | Menchini (Udine) |

|                       |           |                       |
| Campagnoli 14’ (rig.) | Marcatori | 36’ Rinaldi 55’ David |

| Livorno 8 febbraio 1953 20ª giornata | Livorno        | 0 – 0 | Parma | Stadio Comunale\| Arbitro: \| Righi (Milano) \| |
| Arbitro:                             | Righi (Milano) |       |       |                                                 |

| Arbitro: | Pizzato (Mestre) |

|                          |           |  |
| Olivieri 4’ Traini II 5’ | Marcatori |  |

| Lecce 22 febbraio 1953 22ª giornata | Lecce             | 0 – 0 | Livorno | Stadio Carlo Pranzo\| Arbitro: \| Marchese (Napoli) \| |
| Arbitro:                            | Marchese (Napoli) |       |         |                                                        |

| Arbitro: | Coppa (Mariano Comense) |

|  |           |            |
|  | Marcatori | 32’ Nordio |

| Arbitro: | Gronda (Milano) |

|               |           |  |
| Codevilla 89’ | Marcatori |  |

| Arbitro: | Caputi (Molfetta) |

|                                                     |           |            |
| Rinaldi 5’ Petersen 13’ (rig.) Biancardi 70’ (aut.) | Marcatori | 42’ Maluta |

| Maglie 22 marzo 1953 26ª giornata | Toma Maglie       | 0 – 0 | Livorno | Stadio Antonio Tamborino Frisari\| Arbitro: \| Grillo (Afragola) \| |
| Arbitro:                          | Grillo (Afragola) |       |         |                                                                     |

| Arbitro: | Andreoni (Milano) |

|                     |           |  |
| Petersen 75’ (rig.) | Marcatori |  |

| Arbitro: | Alterio (Roma) |

|                       |           |                        |
| Mosca 35’ Turrini 90’ | Marcatori | 28’ Rinaldi 53’ Tieghi |

| Arbitro: | Casati (Varese) |

|              |           |               |
| Ghezzani 66’ | Marcatori | 75’ Panciroli |

| Arbitro: | Famulari (Messina) |

|                                    |           |               |
| Canavesi 2’ Tortul 49’ Ferrara 55’ | Marcatori | 87’ Bernardis |

| Livorno 3 maggio 1953 31ª giornata | Livorno          | 0 – 0 | Molfetta | Stadio Comunale\| Arbitro: \| Pizzato (Mestre) \| |
| Arbitro:                           | Pizzato (Mestre) |       |          |                                                   |

| Arbitro: | Casati (Varese) |

|                                    |           |            |
| Testa 1’ Tagnin 18’ (rig.) Bay 53’ | Marcatori | 8’ Taccola |

| Arbitro: | Grandville (Roma) |

|                                        |           |  |
| De Prati 1’, 45’, 65’ Cipolla 20’, 81’ | Marcatori |  |

| Arbitro: | Grillo (Afragola) |

|                  |           |  |
| Rinaldi 30’, 75’ | Marcatori |  |